# Die Katze aus dem Weltraum
Die Katze aus dem Weltraum (Originaltitel: The Cat from Outer Space) ist ein von Walt Disney produzierter Science-Fiction-Film aus dem Jahre 1978 mit Ken Berry in der Hauptrolle. Die Komödie erzählt die Geschichte einer Begegnung zwischen einem Außerirdischen, der die Gestalt einer Katze hat, mit den Menschen auf unserem Planeten.

## Handlung
Jake, ein außerirdischer Kater, der eigentlich „Zunar J5/9 Doric 4-7“ heißt, ist gezwungen, mit seinem Raumschiff auf der Erde auf einem Feld in der Nähe von Palmdale notzulanden. Das Raumschiff wird umgehend von der U.S. Armee entdeckt, beschlagnahmt und untersucht. Jake belauscht die Untersuchung und erkennt in dem Physiker Dr. Frank Wilson den einen Mann, dessen Verstand offen genug ist um ihm zu helfen. Mit seinen telepathischen Kräften, die ihm sein Halsband verleiht, gelingt es Jake, Frank um  Hilfe zu bitten. Um sein Raumschiff für ein Rendezvous mit seinem Mutterschiff einsatzbereit zu machen, dringen Jake und Frank in den Stützpunkt ein und untersuchen das Schiff. Jakes Halsband, welches auch von Frank genutzt werden kann, verstärkt die Gehirnströme und ermöglicht auch Gegenstände zu bewegen oder zu fliegen, erweist sich als sehr hilfreich. Die Schadensanalyse ergibt, dass eine Komponente aus verdichtetem Gold im Wert von 120.000 $ vonnöten ist. Außerdem taucht auch noch das bösartige Genie Mr. Olympus auf, das Jake einfangen möchte, um sich dessen übersinnliche Fähigkeiten zunutze machen zu können. Mithilfe der inzwischen eingeweihten Dr. Elizabeth Bartlett und Franks Freund Dr. Norman Link erspielen sie in einem zwielichtigen Wettlokal beim Billard mit einer Gewinnquote von 2000/1 das nötige Geld um das Gold zu kaufen. Mit dem Gold kann Frank das Raumschiff wieder einsatzbereit machen, jedoch fliegt dieses ohne Jake, da dieser mithelfen will, die von Mr. Olympus entführte Liz zu befreien. Nach einer wilden Verfolgungsjagd mit einem Helikopter gelingt es dem Team, die Gangster zu schnappen. Da Jake nun endgültig auf der Erde gestrandet ist, wird er als amerikanischer Staatsbürger vereidigt.

## Erstaufführungen
- USA 9. Juni 1978
- Deutschland 5. Oktober 1978

## Kritiken
„Spannend-witzige Persiflage auf das Science-Fiction-Genre, mit viel Sinn für Situationskomik und gutgewählten Typen inszeniert.“

„Weltraumabenteuer mit ironischem Unterton.“

„Die Verwicklungen beginnen amüsant genug, werden aber oft langweilig und vorhersehbar, lange bevor der Film vorbei ist. Trotzdem wird „Die Katze aus dem Weltraum“ die unter 14-Jährigen wahrscheinlich unterhalten, zumindest solange sie durch viel Popcorn unterstützt werden.“